# رونيوية طينية
رونيوية طينية (الاسم العلمي: Runella limosa) هي نوع من البكتيريا، سلبية الغرام، تتبع جنس رونيوية.